# Ozyptila parvimana
Ozyptila parvimana es una especie de araña cangrejo del género Ozyptila, familia Thomisidae.

## Distribución
Esta especie se encuentra en Senegal.